# مارغريتا إنغل
مارغريتا إنغل (بالإنجليزية: Margarita Engle)‏ (1951، لوس أنجلوس في الولايات المتحدة)؛ كاتِبة مُتخصِّصة في أدب الأطفال وروائية أمريكية-كوبية.